# Microtropis wui
Microtropis wui är en benvedsväxtart som beskrevs av Yu Min Shui och W.H. Chen. Microtropis wui ingår i släktet Microtropis och familjen Celastraceae. Inga underarter finns listade.